# ライプツィヒ - プローブストツェラー線
ライプツィヒ - プローブストツェラ線 (ライプツィヒ - プローブストツェラーせん、ドイツ語: Bahnstrecke Leipzig - Probstzella) はザクセン州、ザクセン＝アンハルト州、テューリンゲン州の幹線鉄道である。この路線は本来ならプロイセン国鉄路線の一つとしてベルリン - ミュンヘンの遠距離交通区間の一部として建設・運営された。公式的な終点はルトヴィヒシュタット近所のテューリンゲンとバイエルンの境界線である。この路線はグロースヘリンゲン - ザールフェルト線と平行に続くが、位置がその路線のものより高いので、上線 (Obere Bahn) とも呼ばれる。

## 沿線概況
この路線はライプツィヒ・ロイツシュ駅から始まって、ライプツィヒ市内には南の方向に続く。列車はエルスター川を沿ってライプツィヒ低地帯 (Tieflandsbucht) 及び昔の褐炭炭田地帯を通過する。この地域で過去にこの路線は周辺の発電所に褐炭を輸送することを供えたが、貨物輸送は今頃は急激に減退されている。
低地帯の南側の端で列車はツァイツ駅に至る。この駅からカムブルク方面線路が合流するが、その路線は1990年代以来部分的に廃止されている。白エルスター川の両岸の丘はツァイツを後ろにして急傾斜となり、列車はアーレンドルフでザクセン＝アンハルト州とテューリンゲン州の境界線を通過する。この路線はクロセン (エルスター) 駅とバート・コェストリツ駅を経てゲーラの北側に入る。1998年までクロセン (エルスター) 駅からポルステンドルフ方面の路線が分岐した。この路線はゲーラ・ランゲンベルク駅とヴァイマル - ゲーラ線の分岐点の間にアウトバーン4号の下を横切る。
列車はゲーラ中央駅を離れて南向かいに走行する。ゲーラ市内にはこの路線は白エルスター川辺に従って続き、ゴェースニツ及びヴァイシュリツ方面の線路と別れる。その後列車はヴァイダ川を沿って走行してヴァイダ駅に到着する。この路線はヴァイダ市で西の方向に続き、トリピシ近所の海抜375 m以上の頂点を通過する。その後列車はオーラ窪地 (Orlasenke) まで下り坂で走行し、南西側に向かってノイシュタット (オーラ) 駅及びオップング駅を通過する。1946年までオーラミュンデ - オップング線がそこから分岐した。この路線はポェスネクスからザールフェルトまで続き、ザール線とアルンシュタット - ザールフェルト線はこの路線に合流する。列車は続いてザールフェルトからアイヒヒトを経てプロブストツェラー駅に同着する。ホカースローダ駅にはホカースローダ - ウンターレムニツ線が分岐し、プロブストツェラー駅の後ろの州境界線からフランケン森線がこの路線を引き続いている。

## 歴史

### 路線の形成
ここに扱われる鉄道路線は様々な生成歴史がある部分路線で構成されている。ツァイツ - ゲーラ区間は1859年3月すでにヴァイセンフェルス - ツェイツ線と共に開通した。当時ゲーラは弟系ロイス侯国の中心都市で、人口は14000人で、この路線はそこに建設された最初の鉄道路線である。テューリンゲン鉄道会社は1873年10月20日ライプツィヒ - ツァイツ区間を開通した。
核心部分のゲーラ - アイヒヒト (現在はカウルスドルフ) 区間は1871年12月20日開通して、当時ゲーラ - アイヒヒト鉄道は株式会社の形態でその区間を運営した。それで繊維工業と皮革工業は特にポェスネクスで第一次世界大戦の前まで飛躍的に成長した。ポェスネクスはアポルダとグライツの以外にテューリンゲン衣類産業の中心地になったが、鉄道は工場と直接に連結されなかったので、産業発展はツァイツやゲーラに比べて制約を受けた。他にこの路線はマクスヒュテ製鋼 (現在はテューリンゲン製鋼) に重大な関係がある。ゲーラ - アイヒヒト区間は開通当時ロイス＝ゲーラ侯国、ザクセン＝ヴァイマル＝アイゼナッハ公国、プロイセン王国、ザクセン＝マイニンゲン公国、シュヴァルツブルク＝ルードルシュタット侯国の領域を通過した。終着駅はアイヒヒトで、なぜならバイエルン王国の連結は不明確であったのだ。1882年この路線は国有化され、プロイセン鉄道の一部となった。1885年8月アイヒヒト - プローブストツェラー区間は開通し、同年10月1日この路線はプローブストツェラー - ルトウィクシュタット区間の開業によってフランケン森線と結ばれた。グロースヘリンゲン - ザールフェルト線はこの路線よりもっと重要な南北幹線として発展されたが、ザールフェルト以南はこの路線を含めて遠距離路線として残った。

### 1885年 - 1945年、路線の改良
1900年頃この路線に相当な資金が投資され、駅舎がいくつか建設された。1920年ライプツィヒ - プロブストツェラー線の運営はドイツ国営鉄道がプロイセン王国鉄道を、第二次世界大戦の前までこの路線の全区間は複線化された。1939年までザールフェルト - プロブストツェラー区間には電気工事が行われた。第二次世界大戦は終わる数日前にザールフェルト駅が相当に破壊された。ソヴィエト連邦は戦争の賠償として電気施設を解体し、全区間を単線化した。

### 1945年 - 1993年、東ドイツ時代
ドイツの分断によりザールフェルト以南の南北幹線は40年以上の間にもはや重要ではなかったが、D列車数編が越境列車として通行した。東ドイツでは褐炭は重要なエネルギー源だったので、プロフェンで採掘される褐炭はライプツィヒ-ツァイツ地域の精錬所へ輸送されて、それが東ドイツの貨物輸送にとってすごく重要だった。1978年この路線はツヴェンカウ露天炭鉱のためアイトラとクナウトナウンドルフで移設された。1990年以前までライプツィヒ - ツァイツ・ゲーラ - ゲーラ南・ウンターヴェレンボルン - ザールフェルトの区間は再び複線化された。
中央集権的な東ドイツの構造のため1952年から県都となったゲーラと首都のベルリンの区間には乗客の需要が大きくなった。D列車と都市間急行列車 (Städteexpress) の導入により、ゲーラ - ライプツィヒ区間には食堂車のある高級列車が二往復で走行した。他にはニュルンベルク行きのD列車や急行列車 (Eilzug) が全区間にかけて運行された。ポェスネク - ザールフェルト区間にはマクスヒュテ製鋼所の通勤用列車が数編で運行された。1956年ライプツィヒ - ゲーラ間の電化が計画されたが、1959年中止となった。

### 1993年以後
ドイツの再統一以後ザールフェルト - プロブストツェラー区間は複線・電化で改修され、傾斜式列車に対応する制御テクニック (aktive Neigetechnik) の適用で改善された。1990年にもライプツィヒ - ゲーラ - ザールフェルトの電化が再び企画されたが、ドイツ鉄道の引き受けの以後進まなかった。1990年ニュルンベルク - ライプツヒ間インターレギオ列車が既存のザールフェルト - プロブストツェラー区間で運行され、1992年にはIC列車はその区間に投入された。1990年代にはヴァルシャバとザグラブ行きの国際列車も運行された。
2000年以後ゲーラ中央駅は高い経費で改築され、ゲーラ市内の線路は継続的に更新された。その上にゲーラ市では中央駅、南駅及びツヴォェツェン駅で路面電車の接続が可能になった。2002年から2007年まではインターコネクス列車は私設の長距離列車としてゲーラ - ライプツィヒ区間で運行された。2010年と2011年にいくつかの停車場が廃止され、列車の速度が早くなり、乗り換え駅の接続も改善された。一方2010年4月から2012年中期までライプツィヒ市のロイツシュ - プラクヴィツ区間に乗降場の移設、軌道の架空電車線の取り替え、分岐器・遮音壁の追加、不要な線路・施設の撤去などが行われた。ロイツシュとプラクヴィツの電子式信号扱い所はその区間の信号装置を制御して、ライプツィヒ中央駅の中央統制所と連結されている。
ゲーラ南駅 - ヴェイシュリツ線のリープシュヴィツ高架橋は改修が必要な状態で、列車は10 km/hで通行せねばならなかった。2016年10月24日分岐点は市内のヴォルフスゲフェルトに移られた。その関係でゲーラ南 - ゲーラ・ツヴォェツェン区間に二番目の線路が再び建設され、ゲーラ・ツヴォェツェン駅に駅舎が使用できることになった。そこには乗降場が頭端式留置線のそばに追加された。

## 運行形態
2017年12月までベルリン - ミュンヘン区間のICE列車は二時間間隔でこの路線を経て、ザールフェルト駅で停車した。現在、IC17列車もIC61列車も一日一往復でこの路線を経由しザールフェルト駅のみで停車する。
ライプツィヒ・ロイツシュ -  ヴェターツォイベ区間は中部ドイツ運輸連合 (Mitteldeutscher Verkehrverbund、MDV) が管轄して、クロセン・オルト - プロープストツェラ区間は中部テューリンゲン運輸連合 (Verkehrsverbund Mittelthüringen、VMT) の区域に属する。
- 快速列車 (EBx12/EBx13) : ライプツィヒ - ライプツィヒ・プラクヴィツ - ペーガウ - ツァイツ - クロセン・オルト - バート・コェストリツ - ゲーラ - ヴァイダ -  ブランケンシュタイン (ザーレ) /ホーフ。エアフルト鉄道所属。120分間隔。使用車両はRS1気動車。ヴァイダ駅で二つ編成の列車は分割・併合される。
- 快速列車 (RE 14): ザールフェルト (ザーレ)  - カウルスドルフ (ザーレ) - プロープストツェラ - リヒテンフェルス - バンベルク - ニュルンベルク。120分間隔。使用車両はDB442形電車。
- 快速列車 (RE 42): ライプツィヒ - ナウムブルク - イェーナ - ザールフェルト (ザーレ)  - ブレーテルニッツ - カウルスドルフ (ザーレ) - ウンターロークヴィッツ - プロープストツェラ - リヒテンフェルス - バンベルク - ニュルンベル。120分間隔。使用車両はDB442形電車。
- 普通列車 (RB 22) : ライプツィヒ - ライプツィヒ・プラクヴィツ - ペーガウ - ツァイツ - クロセン・オルト - バート・コェストリツ - ゲーラ - ヴァイダ - トリプティス - ノイシュタット (オーラ)  - ポェースネク上駅 - ザールフェルト (ザーレ) 。エアフルト鉄道所属。120分間隔。使用車両はRS1気動車。
- Sバーン (S 1) : ライプツィヒ・ミリティッツ並木道 - ライプツィヒ・プラクヴィツ - ライプツィヒ・ロイツシュ - ライプツィヒ - ライプツィヒMDR - ライプツィヒ・シュトェッタリツ。30分間隔。使用車両はDB442形電車。